# Choisy-le-Roi

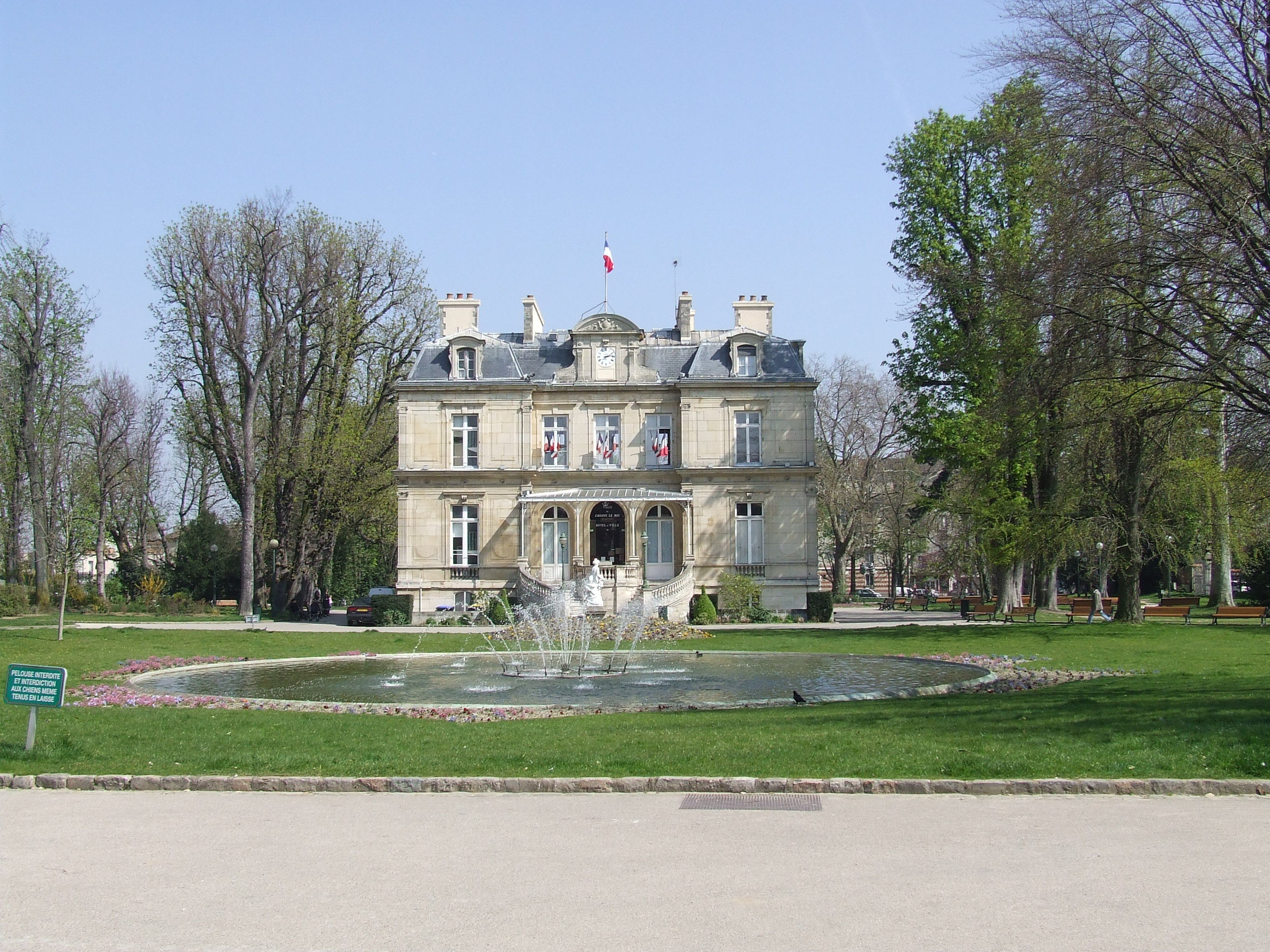
Primăria

Choisy-le-Roi este un oraș în Franța, în departamentul Val-de-Marne, în regiunea Île-de-France, la sud-est de Paris. Orașul este înfrățit cu comuna Târnova din Județul Arad.
1. ↑  répertoire géographique des communes, accesat în 26 octombrie 2015
2. ↑  dataset of postal codes in France, 1 octombrie 2018